# Entrepins
Entrepins és una urbanització del poble de Monnars, al municipi de Tarragona. L'any 2022 comptava amb 160 habitants, superant, per tant, els 132 del nucli històric del poble. Se situa uns 600 metres més amunt del nucli històric, seguint la carretera TP-2039, vora el Mas de la Pubilla.

## Llocs d'interès
Malgrat ser una urbanització residencial edificada en les darreres dècades, a Entrepins romanen vestigis de passades èpoques rurals. Així, podem trobar-hi el ja citat Mas de la Pubilla, que dona nom a una partida del terme, i també una barraca de pedra seca, tècnica de construcció declarada Patrimoni Immaterial de la Humanitat per la UNESCO.

## Nomenclàtor
Tots els noms dels carrers d'Entrepins fan referència a muntanyes catalanes. Així, trobem el carrer de la Roca Bruna, el carrer del Puntaire, el carrer de la Penya Roja, el carrer de la Mola, el carrer de Montfred, el carrer de Cantallops i el carrer de les Roques Blanques. Finalment, encara trobem el carrer del Mas de Sorder, que es converteix en el camí que mena al Bosc de Mas d'en Sorder.